# Neilia Hunter Biden

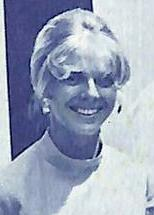
Neilia Hunter Biden

Neilia Hunter Biden (* 28. Juli 1942 in Skaneateles, New York als Neilia Hunter; † 18. Dezember 1972 in Wilmington, Delaware) war eine US-amerikanische Lehrerin und die erste Ehefrau von Joe Biden, des späteren 46. Präsidenten der Vereinigten Staaten. Sie kam 1972 mit Tochter Naomi bei einem Autounfall ums Leben; ihre Söhne Beau und Hunter überlebten verletzt.

## Leben
Neilia Hunters Eltern, Robert Hunter (1914–1991) und Louise Basel (1915–1993), waren Restaurantbetreiber. Sie wuchs in Auburn auf und besuchte in der Sekundarstufe Penn Hall, ein Internat in Chambersburg, Pennsylvania, wo sie sich in der Schülervertretung engagierte. Außerdem war sie im Französischklub sowie als Schwimmerin und Hockeyspielerin aktiv.
Von der Highschool wechselte sie 1960 an die Syracuse University. Das Studium schloss sie mit einem Master (M.A.) in Englisch ab und arbeitete als Englischlehrerin im Schuldistrikt der Stadt. Ein Verwandter von ihr war Robert Hunter, Kommunalpolitiker in Auburn. Neilia Hunter war wie ihre Eltern Republikanerin.
Neilia Hunter und Joe Biden lernten sich 1963 in Nassau auf den Bahamas kennen, wo die beiden ihren Spring Break verbrachten. Kurz darauf zog Biden nach Syracuse und besuchte dort die Law School. Am 27. August 1966 heiratete das Paar. Nach der Hochzeit zogen sie nach Wilmington (Delaware), wo Biden sich in der Kommunalpolitik engagierte. Während Joe Biden gegen den erfahrenen Republikaner Cale Boggs um einen Senatorensitz den Wahlkampf führte, fungierte Neilia als seine engste Beraterin. Ihrem Mann zuliebe ließ sie sich als Demokratin registrieren. The News Journal beschrieb sie als „Hirn“ der Kampagne. Aus der Ehe gingen drei Kinder hervor: Joseph Robinette „Beau“ (1969–2015), Robert Hunter (* 1970) und Naomi Christina (1971–1972).

## Tod
Am 18. Dezember 1972, kurz nach der Wahl Bidens zum Senator, hatte Neilia Biden im Alter von 30 Jahren mit den drei Kindern im Alter zwischen einem und drei Jahren einen Autounfall. Sie lenkte den Familienkombi westwärts entlang der ländlichen Valley Road in Hockessin und näherte sich einem Stoppschild an der Kreuzung zur Delaware State Route 7. Als sie auf die Straße einbog, wurde ihr Auto von einem Sattelzug erfasst, der in Richtung Norden unterwegs war. Polizeiliche Ermittlungen ergaben, dass der Aufprall das Auto rund 150 Fuß (ca. 45 Meter) weit in eine Böschung geschleudert und völlig zerstört hatte. Die Mutter und ihre drei Kinder wurden ins Wilmington General Hospital eingeliefert. Neilia und Tochter Naomi starben bei der Ankunft, die Söhne Beau und Hunter überlebten schwerverletzt.  Während seine Söhne sich noch in Behandlung befanden, wurde Joe Biden im Krankenhaus als US-Senator vereidigt.
Neilia Hunter Biden und Naomi Biden waren ursprünglich in Wilmington beigesetzt worden, später wurde die Grabstätte auf den Saint Joseph on the Brandywine Cemetery im Vorort Greenville verlegt, wo 2015 auch Beau Biden beerdigt wurde.

## Rezeption
Das Cayuga Community College in Auburn vergibt seit 1973 jährlich den Neilia Hunter Biden English Award an zwei Absolventen der Fächer Journalismus und Englische Literatur. Eine Grünanlage im New Castle County ist seit 1975 ihrem Andenken gewidmet und trägt den Namen Neilia Hunter Biden Park.
Alex Woodward vom britischen Independent schrieb dem langen Heilungsprozess, den Joe Biden nach dem Verlust seiner Frau und Tochter durchlaufen musste, einen wesentlichen Einfluss auf seine Politkarriere zu. Dieser zeige sich etwa in der Art und Weise, wie Biden vor Publikum über Trauer spricht, oder in seinen Ansichten zum Gesundheitswesen.